# Seán Cannon

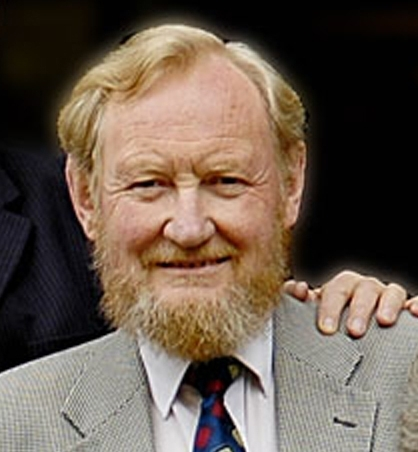
Seán Cannon ungefähr 2005

Seán Cannon (* 29. November 1940 in Galway) ist ein irischer Sänger und Gitarrist. Bekanntheit erlangte er vor allem durch seine Mitgliedschaft bei der Irish-Folk-Gruppe The Dubliners, der er von 1982 vollwertig angehörte, nachdem er vorher schon mehrfach für den erkrankten Luke Kelly eingesprungen war.

## Leben
In seiner Jugend reiste Cannon quer durch Europa und hielt sich für einige Zeit in Deutschland, der Schweiz, Spanien und England, wo er heute noch lebt, auf. Seine Reisen führten dazu, dass er mehrere Sprachen fließend spricht.
Seán Cannon gehörte den Dubliners bis zu ihrer offiziellen Auflösung anlässlich des 50-jährigen Bühnenjubiläums im Jahr 2012 an. Seitdem ist er regelmäßig mit der Nachfolgeband „The Dublin Legends“ auf Tour, der auch die ehemaligen Dubliners-Mitglieder Eamonn Campbell (bis 2017) und Patsy Watchorn (bis 2014) angehören.
Neben seinem Engagement bei den Dubliners trat Cannon auch immer wieder als Solokünstler, oftmals begleitet von Pat Cooksey, in den Folkclubs in Irland, England und Deutschland auf.
Seit 2007 spielt Seán Cannon gemeinsam mit seinem Sohn James unter dem Namen „The Cannons“ in den Tourpausen der Dubliners bzw. Dublin Legends regelmäßig Konzerte in England, Deutschland, den Niederlanden und Kroatien. In Deutschland sind hieraus zweiwöchige Frühjahres-Touren geworden. Seit 2011 wird Seán Cannon auf diesen Touren von seinem jüngeren Sohn Robert begleitet. Zum Programm gehören neben bekannten Irish-Folk-Liedern auch Country-, Blues- und Rock-’n’-Roll-Songs von Interpreten wie Johnny Cash, Bob Dylan und Hank Williams.
Im Januar 2011 wurde eine erste CD mit dem Titel „The Cannons“ veröffentlicht. 2015 erschien ein Live-Album unter dem Namen „The Cannons – Live in Salzgitter“, das Ausschnitte des Konzertes in Salzgitter-Lebenstedt aus dem Vorjahr enthält. 2016 erschien mit „Live in Salzgitter, Germany 2015“ ein weiteres Live-Album, das auf einer Doppel-CD eine komplette Konzertaufzeichnung mit 30 Songs enthält.

## Diskografie

### The Dubliners
- Alle Veröffentlichungen 1983–2012 (siehe „The Dubliners“ Diskografie)

### The Dublin Legends
- An Evening with The Dublin Legends: Live in Vienna (2014)

### The Cannons
- The Cannons (2011)
- Live in Salzgitter (2015)
- Live in Salzgitter, Germany 2015 (Doppel-CD, 2016)

### Als Solokünstler
- Woes of War (1975)
- The Roving Journeyman (1977)
- Erin the Green (1980)